# Мощалино
Мощалино (біл. вёска Машчэліна) — село в складі Червенського району Мінської області, Білорусь. Село підпорядковане Лядівській сільській раді, розташоване в центральній частині області.